# René Allendy
René Allendy   (16è districte de París, 19 de febrer de 1889 - Montpeller, 12 de juliol de 1942) René Félix Eugène Allendy va ser un psicoanalista i homeòpata francès.

## Biografia
Va contraure una pneumònia a tres anys i va ser un xiquet malaltís, afligit de diftèria i altres mals greus. Bon estudiant, després de completar la secundària, va estudiar rus i suec i va obtenir el títol de metge per l'Escola de Medicina de París en 1912. Als pocs dies, es va casar amb Yvonne Nel-Dumouchel, que va ser la seua companya i ajudant fins a la seua mort, en 1935. Allendy es va casar llavors amb la seua cunyada, Colette.
En 1914 va ser mobilitzat per a la Primera Guerra Mundial, però se li va diagnosticar tuberculosi i va tornar a la vida civil. Va exercir la medicina en els hospitals de Léopold-Bellan i Saint-Jacques. En aquest últim va assajar una teràpia homeòpata de prevenció de la tuberculosi entre 1932 i 1939.
En 1922 va fundar en La Sorbona el Groupe d'études philosophiques et scientifiques pour l'examen des idées nouvelles, dedicat a la promoció de les novetats humanístiques i científiques. En 1924 es va sotmetre a anàlisis amb René Laforgue i va quedar capacitat per a exercir com psicoanalista. En 1926, junt amb la princesa Marie Bonaparte, protegida de Freud, va ser membre fundador de la Societat Psicoanalítica de París, de la qual va ser secretari entre 1928 i 1931.
La seua esposa, Yvonne, va ser tresorera del Théatre Alfred Jarry, d'Antonin Artaud, a la fi de la dècada de 1920. Anaïs Nin va ser pacient del Dr. Allendy al maig de 1932. També va analitzar a Antonin Artaud.

## Pensament
Com psicoanalista, Allendy es va mantenir dins del corrent ortodox freudiana, encara que no va ocultar la seua simpatia per algunes nocions proposades per Jung, com el inconscient col·lectiu. Interessat per l'alquímia, l'astrologia, el misticisme i la numerologia va estar pròxim al moviment surrealista i va iniciar diversos projectes de pel·lícules oníriques.

## Obres
- Les théories alchimiques dans l'histoire de la médecine (1912)
- La Psychanalyse et les Névroses (1924), con René Laforgue
- Les Rêves et leur Interprétation psychanalytique (1926)
- Le Problème de la destinée (1927)
- Orientations des idées médicales (1928)
- La Justice intérieure (1931)
- La Psychanalyse, doctrine et application (1931).
- Capitalisme et sexualité (1932), con su esposa Yvonne
- Essai sur la guérison (1934)
- Paracelse (Paracelso), le médecin maudit (1937)
- Rêves expliqués (1938)
- Aristote (Aristóteles) ou le complexe de trahison (1942)
- Journal d'un médecin malade (1944)
- Les constitutions psychiques' (2002), Editions L'Harmattan, ISBN 2-7475-2265-2